# Petr Svojtka
Petr Svojtka, né le 25 septembre 1946 à Prague et mort le 9 mai 1982 dans la même ville, est un acteur de théâtre, de cinéma et de télévision tchécoslovaque.

## Biographie
Petr Svojtka est le fils d'un typographe et compositeur employé d'une imprimerie et d'une mère fonctionnaire. Après avoir obtenu son diplôme du SVVŠ Budějovická (cs) en 1964, il est admis à la DAMU, dont il est diplômé en 1968. De 1968 à 1975, il est engagé au Divadlo Jiřího Wolkera. A partir d'août 1975, il est membre de la troupe dramatique du Théâtre national de Prague. Il s'est également consacré à la récitation de poésie et est apparu dans des rôles à la télévision et au cinéma. Il devient membre du Socialistický svaz mládeže (cs) (SSM) puis du Parti communiste de Tchécoslovaquie.
Sa première épouse est l'actrice Kateřina Macháčková, avec qui il a un fils, Petr (né le 13 janvier 1972), plus tard directeur de théâtre. Il a ensuite une relation plus longue avec l'actrice Jana Janěková, avec qui il a une fille, Jana Janěková Jr. (née en 1978). Il devient plus tard le premier mari de l'actrice Jana Boušková, avec qui il aura aussi un fils prénommé Jan.
Il meurt tragiquement sous l'influence de l'alcool, écrasé par un tramway à Prague, à l'arrêt Botanická zahrada, Na Slupi. Il était apparemment à la recherche d'un divertissement plein d'adrénaline et, alimenté par l'alcool, voyageait sur des attelages entre des voitures connectées. 

## Filmographie partielle

### Cinéma
- 1969 : À quelques jours près : Kotalík
- 1973 : Milenci v roce jedna : Evžen
- 1973 : Trois Noisettes pour Cendrillon
- 1976 : La Petite Sirène
- 1981 : Ta chvíle, ten okamžik (cs) : MUDr. Valsa

### Télévision
- 1977 : Žena za pultem, série télévisée : Vašek, fils de Karas
- 1980 : Oddělení zvláštní péče, téléfilm : Jiří Havelka